# 阿尔东 (北奥塞梯-阿兰共和国)

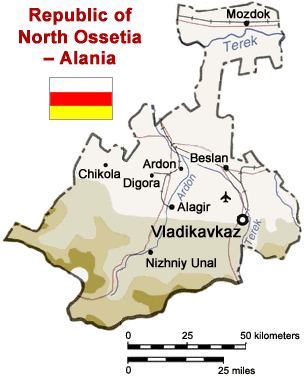
俄罗斯北奥塞梯-阿兰共和国地图

阿尔东（俄语：Ардо́н，奥塞梯语：Æрыдон），是俄罗斯北奥塞梯-阿兰共和国中部地区的一个重镇，位于阿尔东河西岸，在共和国首府弗拉季高加索西北面30公里，位于43°11′N 44°18′E / 43.183°N 44.300°E。根据2002年全俄罗斯人口普查，该市镇的人口为17,521人， 而在1989年苏联人口普查中该镇的人口只有13,536。阿尔东开埠于1824年，1964年设镇，是阿尔东斯基区的行政中心。
阿尔东是重要的公路和铁路交汇点，是通往阿拉吉尔的铁路分支的起点。1964年之前，这里只是一个普通村庄之后转变成了一个工业和农业的枢纽，拥有罐头食品厂，大麻制品加工厂和一些其他的食品和农产品的加工部门。